# Pułk Jazdy Wołyńskiej
Pułk Jazdy Wołyńskiej – pułk jazdy polskiej doby powstania listopadowego, sformowany w maju 1831.
Pułk otrzymał 1 krzyż kawalerski, 1 złoty, 6 srebrnych, oprócz przyznanych przez dowódcę korpusu gen. Samuela Różyckiego.

## Dowódcy pułku
- ppłk Augustyn Brzeżański (od 28 grudnia 1830; od 19 sierpnia 1831 w stopniu płk.)
- kpt. Karol Różycki (od 20 czerwca w stopniu mjr; od 12 sierpnia w stopniu płk.)

## Walki pułku
Pułk brał udział w walkach w czasie powstania listopadowego.
Bitwy i potyczki:
- Bitwa pod Cudnowem 1831,
- Mołoczki (27 maja 1831),
- Kilikijów(30 maja 1831),
- Tyszyca (2 czerwca 1831),
- Uchanie (10 czerwca 1831),
- Tarłów (1 sierpnia 1831)
- Wola Pawłowska (3 sierpnia 1831),

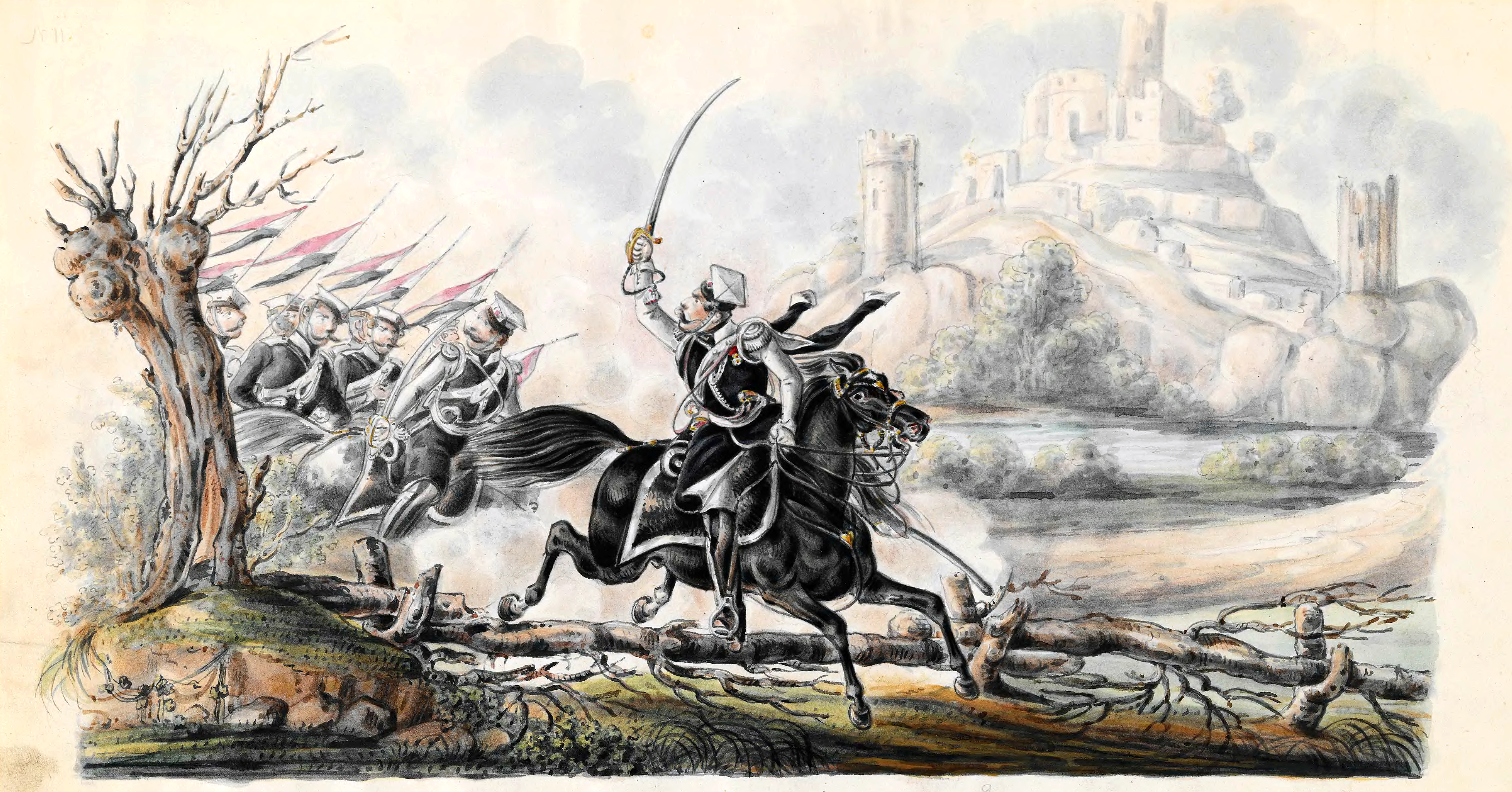
Pułk Jazdy Wołyńskiej

- Zemborzyn, Opatów (6 sierpnia 1831),
- Ożarów (8 sierpnia 1831),
- Bitwa pod Iłżą (9 sierpnia 1831),
- Przytyk (11 sierpnia 1831),
- Odrowąż (14 i 17 sierpnia 1831),
- Ciepielów (8 września),
- Lucyma (9 września),
- Chotcza (10 września 1831)
- Wierzbica (21 września 1831).